# さよなら、僕らの夏
『さよなら、僕らの夏』（さよなら ぼくらのなつ、原題：Mean Creek）は、2004年のアメリカ映画。邦題には、副題として「エターナル・サマー」の表記もある。
10代の少年少女の忘れられないひと夏の思い出を描く青春映画。2004年、インディペンデント・スピリット賞のジョン・カサヴェテス賞を受賞。

## あらすじ
サムはジョージから訳も無く殴られるなどいじめられていた。サムは兄であるロッキーに相談し、ジョージを懲らしめるような作戦を練るが、ジョージを傷つける手段ではやっていることは同じだと、サムは暴力的な粛清を嫌う。そして友人のクライド、マーティと共にある計画を立てる。それはサムの誕生日パーティーを開くと称しジョージをおびき寄せ、湖に落として裸で帰らせようというものだった。
当日、サムのガールフレンドであるミリーを加え一行は、マーティの用意した車に乗り込み湖に向かう。車中ジョージはサムに誕生日プレゼントを送るなど、今までの印象とは違った行動を見せる。根っこから悪ガキだと思い込んでいた一行は少しずつ気まずくなっていく。
ボートの用意をしている間、サムはミリーにもせがまれ、計画の中止を決心し、ロッキーとジョージもそれを了解する。ボートは沖を離れる。その日はとてもいいボート日和であった。取り留めもない話で盛り上がる一行であったが、度々ジョージの空気の読めない言動がちらほらする。途中昼食を食べるために立ち寄った岸で、ロッキーはマーティに計画は中止だと伝えるが、「それを楽しみにしてきたのに」と反感を示す。
不機嫌になったマーティは帰りのボートで、真実ゲームをしようと提案する。ただならぬ空気を察知して止めようとするロッキー達であったが、ジョージも乗り出し、真実ゲームは開始する。はじめはなんともないゲーム展開であったが、ある質問でジョージはマーティの父親について話を切りだしてしまう。その話題は一つのタブーであった。マーティは怒り、ジョージに「裸になって湖に落ちろ」と命令する。困惑するジョージだったが、マーティは今日の計画についてジョージに種を明かしてしまう。自分がハメられていたことに傷ついたジョージは激昂し、暴言を吐き続け止められなくなる。そして、ボートの上でバランスが取れなくなったジョージは湖に落ちてしまう。助けを求めるジョージだったが、一行はその様子を呆然と眺めていた。そしてジョージは湖から上がってこなくなり、事態を察した一行はジョージを岸に運ぶ。
人工呼吸と心臓マッサージの処置をするも、ジョージは息を二度と取り戻さなかった。取り返しの付かないことをしてしまったと憂鬱になる一行。しばらくして彼らはその後のことについて話し合う。警察に本当のことを話すか、それとも、このことはなかった事にするか。意見の割れる一行であったが、マーティの引導により後者を選択する。彼らは穴を掘り、ジョージをそこに埋めた。
街に戻り、マーティが口封じに離れている間、今日あったことに悩むサム達。そして結局彼らは警察に本当のことを言う決心をする。マーティはそれを聴き絶望し、遠くへ行くと言って去ってしまう。

## キャスト
- サム - ロリー・カルキン
- ロッキー - トレヴァー・モーガン
- ジョージ - ジョシュ・ペック
- ミリー - カーリー・シュローダー
- クライド - ライアン・ケリー
- マーティ - スコット・ミシュロウィック

## 日本語版制作スタッフ
- 演出：
- 翻訳：
- 調整：
- 制作：東北新社